# 广州工商学院
广州工商学院（英語：Guangzhou College of Technology and Business），前称广州工商职业技术学院，是广东省一所民办全日制普通本科院校，隶属于广东省教育厅。
需要注意的是，廣州工商學院學校校區中含有多家不同的學校，與廣州工商學院共享資源，但實際錄取通知書及畢業證為廣州花城技工職業技術學院（普通專科院校），以及廣州工商學院繼續教育學院（非全日制專科院校）。與學校本身的廣州工商學院是完全不同的學校。
廣州工商學院的本科資質屬於廣州工商學院國際本科學院，其中大部分為廣工商美國東北州立大學聯合科技學院的學生，畢業證為此聯合科技學院。

## 历史沿革
广州工商职业技术学院于2014年5月27日，获国家教育部批文《教育部关于同意在广州工商职业技术学院基础上建立广州工商学院的函》（教发函〔2014〕146号），更名为广州工商学院。

## 院系设置
- 会计系
- 工商管理系
- 经济贸易系
- 物流系
- 电子信息工程系
- 计算机科学与工程系
- 外语系
- 美术设计系
- 音乐系
- 马克思主义学院
- 基础教学部
- 体育部
- 国际教育学院
- 智慧冷链产业学院
- 创新创业教育学院

知名校友：刘心园（福布斯U30青年企业家，著名经济学家，中国经济论坛50人）